# Vigía 2
Vigía 2 (conocido antes como PAE-22365) es un Vehículo aéreo no tripulado de gran autonomía y altitud media, diseñado por la Dirección General de Investigación y Desarrollo de la Fuerza Aérea Argentina. Ideado por el Centro de Investigaciones Aplicadas del Instituto Universitario Aeronáutico y financiado por el Ministerio de Ciencia, Tecnología e Innovación Productiva.

## Especificaciones

### Características generales
- Carga: 50 kg
- Longitud: 1 m (3,3 ft)
- Envergadura: 0 m (0 ft)
- Altura: 1,6 m (5,2 ft)
- Superficie alar: 8 m² (86,1 ft²)
- Peso máximo al despegue: 330 kg (727,3 lb)
- Planta motriz: 1× motor aeronáutico de 4 tiempos de 2 cilindros HKS 700E.
  - Potencia: 45 kW (60 HP; 61 CV)

### Rendimiento
Para emergencias cuenta con un paracaídas balístico

### Listas relacionadas
- Anexo:Vehículos aéreos no tripulados